# Лукас Камило
Лу́кас Ками́ло Азеве́до да Си́лва (порт.-браз. Lucas Camilo Azevedo da Silva; род. 25 мая 2006, Сан-Гонсалу-ду-Амаранти, Сеара) — бразильский футболист, полузащитник клуба «Гремио».

## Клубная карьера
Камило — воспитанник клуба «Гремио». 

## Международная карьера
В 2023 году в составе юношеской сборной Бразилии Камило стал победителем юношеского чемпионата Южной Америки в Эквадоре. На турнире он сыграл в матчах против сборных Колумбии, Уругвая, Венесуэлы, Парагвая, Аргентины, а также дважды против Эквадора и Чили. В том же году Камило принял участие в юношеском чемпионате мира в Индонезии. На турнире он сыграл в матчах против команд Ирана, Англии и Аргентины.

## Достижения
Международные
 Бразилия (до 17)
- Победитель юношеского чемпионата Южной Америки — 2023